# ابهیراوا
ابهیراوا (به لاتین: Abhirawa) در نپال با جمعیت ۴٬۵۹۰ نفر است که در lumbini zone واقع شده‌است.